# Поле пам'яті

«Поле пам'яті» — радянська пісня про Другу світову війну. Автор музики — композитор Леонід Костянтинович Захлєвний, автор слів — Володимир Прокопович Некляєв.
Уперше пісня прозвучала у 1980 році у виконанні Ярослава Євдокимова. Артист узяв участь у державному концерті у Мінську.
В ефірі пісня уперше прозвучала 9 травня 1980 року по Центральному телебаченню Держтелерадіо СРСР і першій програмі Всесоюзного радіо у виконанні Ярослава Євдокимова, під акомпанемент симфонічного оркестру Держтелерадіо Білорусі, диригент — заслужений артист Борис Іполітович Райський. Твір увійшов до циклу пісень «Пам'ять» («Поле пам'яті», «Носіть ордени», «Милосердя», «Пісня перемоги»).

## Історія пісні
У кожній пісні героїко-патріотичного спрямування циклу «Пам'ять» постає жива пам'ять про важкі воєнні роки, про мужню боротьбу та стійкість духу людей. І день нашої пам'яті про те, як разом ішли до перемоги, як разом боролися, разом трудились і не думали про нагороди, звання й славу. Тоді була лише одна мета – перемогти ворога, повернутись додому й підняти із попелу країну. Ця перемога дісталась непоправною ціною, досягли її мужністю, потом і болем.  
Творчості композитора притаманні яскравий мелодизм, поєднання національної характерності й сучасних засобів музичної виразності. Автор належить до покоління дітей, котрі ще застали післявоєнну руїну. Вони росли на воєнних піснях – душевних, мелодійних... І, звичайно, усмоктували в себе найкраще із них. Для композитора вибір воєнної тематики був не випадковим. Леонід Захлєвний розповідає про історію створення своєї, як він уважає, найкращої пісні. Вона називається «Поле пам'яті»:
| «По-справжньому повірив у себе тоді, коли у 1980 році цикл воєнних пісень «Пам'ять», який я створив, прозвучав 9 Травня відразу після воєнного параду по Центральному телебаченню й першій програмі Всесоюзного радіо. Виконував його, до речі, популярний артист Ярослав Євдокимов. Саме за «воєнний» цикл я отримав і свою першу високу нагороду – премію Ленінського комсомолу Білорусі. Ці пісні стали постійно звучати на урочистих державних концертах, на радіо, телебаченні».[3] Оригінальний текст (рос.) «По-настоящему поверил в себя, когда в 1980 году созданный мною цикл военных песен «Память» прозвучал 9 Мая сразу после военного парада по центральному телевидению и по первой программе всесоюзного радио. Исполнял его, кстати, популярный артист Ярослав Евдокимов. Именно за «военный» цикл я получил и свою первую высокую награду – премию Ленинского комсомола Беларуси. Эти песни стали постоянно звучать на торжественных государственных концертах, на радио, телевидении». |
Спільна робота білоруського композитора та співака принесла їм заслужений успіх, стала етапною у їх творчості і помітним явищем у музичному мистецтві Білорусі.
Співак правдиво й переконливо відтворює атмосферу минулого крізь призму сьогоднішнього дня. Коли слухаєш у виконанні Ярослава Євдокимова одну із найкращих пісень циклу — «Поле пам'яті», 
| «... де у речитативно-розповідній формі із почуттям прихованого болю й смутку розповідається про солдатське поле пам'яті, виникає враження, ніби перед нами не співак, а безпосередній учасник подій «тих немеркнучих днів». Він ніби веде хвилюючий діалог зі своїм минулим, із бойовими побратимами, що не повернулися із бою, перед котрими ті, що живуть сьогодні на Землі, у вічному й неоплатному боргу»[4] Оригінальний текст (рос.) «... где в речитативно-повествовательной форме с чувством затаенной горечи и печали рассказывается о солдатском поле памяти, возникает впечатление, будто перед нами не певец, а непосредственный участник событий «тех немеркнущих дней». Он как бы ведет волнующий диалог со своим прошлым, с боевыми товарищами, не вернувшимися из боя, перед которыми ныне живущие на Земле в вечном и неоплатном долгу». |
Найбільш органічно й значимо творча вдача Ярослава Євдокимова проявилася у піснях, присвячених воєнній тематиці. На запитання, чому він обрав цю тему однією із головних у своїй творчості, артист відповідає:
| «Час усе далі віддаляє нас від грізних подій Великої Вітчизняної. Із кожним днем рідіють ряди воїнів-фронтовиків. На зміну їм приходять нові покоління радянських людей, що не відчули воєнного лихоліття, знають про війну лише із розповідей батьків і дідів, із книг, кінофільмів. Пісні, котрі я співаю, покликані нести людям правду про суворий. трагічний час, викликати почуття глибокої вдячності славним захисникам нашої Батьківщини...»[4] Оригінальний текст (рос.) «Время все дальше отдаляет нас от грозных событий Великой Отечественной. С каждым годом редеют ряды воинов-фронтовиков. На смену приходят новые поколения советских людей, не испытавших ужасов военного лихолетья, знающих о войне по рассказам и воспоминаниям отцов и дедов, из книг, кинофильмов. Песни, которые я пою, призваны нести людям правду о суровом, трагическом времени, пробуждать чувства глубокой благодарности к славным защитникам нашей Родины...». |
Творчість талановитого композитора відзначено багатьма нагородами. Леонід Захлєвний — лауреат Державної премії Білорусі і премії Ленінського комсомолу. Він нагороджений срібною медаллю Александрова й орденом Франциска Скорини.
Твір «Поле пам'яті» витримав суворий іспит часом, назавжди увійшов до антології шедеврів пісень про Велику перемогу. Сьогодні пісня є надбанням мистецтва. 

## Цікаві факти
- Ярослав Євдокимов у 1980 році узяв участь у державному концерті, на котрому присутнім був перший секретар ЦК компартії Білорусі Петро Машеров. Колишнього партизана Машерова полонила пісня «Поле пам'яті»[6] (Л.Захлєвного, В.Некляєва), яку проникливо виконав Ярослав.[7] Зворушення першої людини в республіці було таким сильним, що він розпорядився присвоїти Євдокимову почесне звання «Заслужений артист Білоруської РСР».[8]

- У виконанні Ярослава Євдокимова пісня «Поле пам'яті» увійшла до фільму-концерту  «І поки на Землі існує любов» (1988, режисер Б.Бахтіяров).[9]

- Пісня «Поле пам'яті» прозвучала в однойменному музично-драматичному спектаклі муніципального театру «Версія».[10]

## Відомі виконавці
- Ярослав Євдокимов [недоступне посилання з квітня 2019]
- Ярослав Євдокимов  Хв.13.30.
- Пісні перемоги у виконанні курян «Поле пам'яті»
- Хачатур Саркісянс
- Гліб Нестеров
- Семен Маслов
- Ансамбль музтеатр Муравейник